# Позер
Позер — це людина, що намагається вразити інших своїм виглядом або поведінкою, і приймає для цього певну позу, поводиться нещиро, удаючи з себе кого-небудь.
Слово «позер» походить від французького «poseur» — «той, хто практикує неприродні манери». Вважається, що воно з'явилось в 1866 році, і було утворено від дієслова «poser», що в давньофранцузькій мові означало «покласти, розмістити, встановити». В англійській мові воно існує як в «натуральному» написанні — «poser», так і в стилізованому під французьку мову — «poseur».
В 1970—1980 роках термін «позер» став використовуватись в певних субкультурах (панки, готи, серфери тощо), щоб зневажливо описати людину, яка копіює зовнішні ознаки чи манери групи людей, але не розуміє їхню філософію або не поділяє цінностей. До «позерів» ставились презирливо, протиставляючи їх «тру» (англ. true — «справжній»), справжнім послідовникам певної субкультури.